# 아내의 애인
"아내의 애인"(My Wife's Lover)은 한국에서 제작된 소영환 감독의 2015년 멜로/로맨스 영화이다. 김태정 등이 주연으로 출연하였다.

## 출연
- 김태정 : 미연 역
- 이현성 : 철민 역
- 정태민 : 현길 역
- 임소미 : 수지 역
- 박상훈 : 찬영 역
- 한미선 : 부녀회장 역
- 이인성 : 사장 역
- 김하라 : 직업소개소장 역
- 장지현 : 동료직원 역
- 강민수 : 동료직원 역
- 김창박 : 동료직원 역
- 아키바 리에 : 현길비서 역
- 이중천 : 현길회사직원 역
- 고혜미 : 동네아줌마 역
- 소은정 : 미용사 역
- 김단비 : 단란주점아가씨1 역
- 유필란 : 가정부 역
- 김보리 : 소개소아줌마 역 (특별출연)
- 정보름 : 단란주점아가씨2 역 (특별출연)